# FEN1
FEN1 (англ. Flap structure-specific endonuclease 1) – білок, який кодується однойменним геном, розташованим у людей на короткому плечі 11-ї хромосоми. Довжина поліпептидного ланцюга білка становить 380 амінокислот, а молекулярна маса — 42 593.
| 10         |  | 20         |  | 30         |  | 40         |  | 50         |
| ---------- |  | ---------- |  | ---------- |  | ---------- |  | ---------- |
| MGIQGLAKLI |  | ADVAPSAIRE |  | NDIKSYFGRK |  | VAIDASMSIY |  | QFLIAVRQGG |
| DVLQNEEGET |  | TSHLMGMFYR |  | TIRMMENGIK |  | PVYVFDGKPP |  | QLKSGELAKR |
| SERRAEAEKQ |  | LQQAQAAGAE |  | QEVEKFTKRL |  | VKVTKQHNDE |  | CKHLLSLMGI |
| PYLDAPSEAE |  | ASCAALVKAG |  | KVYAAATEDM |  | DCLTFGSPVL |  | MRHLTASEAK |
| KLPIQEFHLS |  | RILQELGLNQ |  | EQFVDLCILL |  | GSDYCESIRG |  | IGPKRAVDLI |
| QKHKSIEEIV |  | RRLDPNKYPV |  | PENWLHKEAH |  | QLFLEPEVLD |  | PESVELKWSE |
| PNEEELIKFM |  | CGEKQFSEER |  | IRSGVKRLSK |  | SRQGSTQGRL |  | DDFFKVTGSL |
| SSAKRKEPEP |  | KGSTKKKAKT |  | GAAGKFKRGK |  |            |  |            |

A: Аланін

C: Цистеїн

D: Аспарагінова кислота

E: Глутамінова кислота

F: Фенілаланін

G: Гліцин

H: Гістидин

I: Ізолейцин

K: Лізин

L: Лейцин

M: Метіонін

N: Аспарагін

P: Пролін

Q: Глутамін

R: Аргінін

S: Серин

T: Треонін

V: Валін

W: Триптофан

Кодований геном білок за функціями належить до гідролаз, екзонуклеаз, нуклеаз, ендонуклеаз, фосфопротеїнів. 
Задіяний у таких біологічних процесах, як пошкодження ДНК, репарація ДНК, реплікація ДНК, ацетилювання. 
Білок має сайт для зв'язування з іонами металів, іоном магнію. 
Локалізований у ядрі, мітохондрії.